# Delta-chemokiny

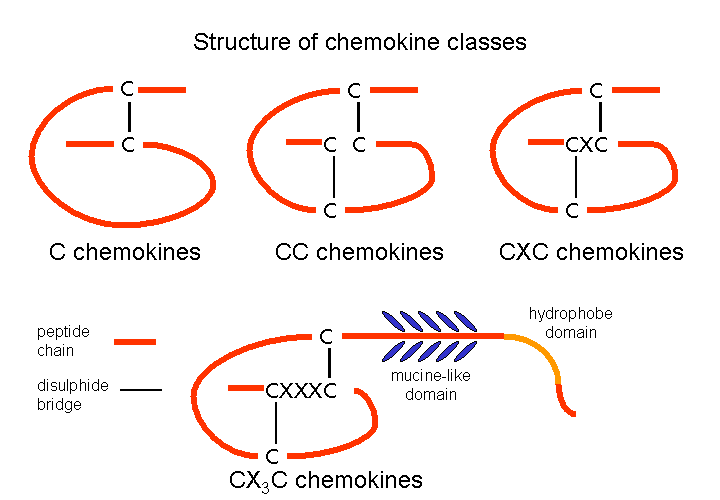
Struktura ogólna 4 klas chemokin

Delta-Chemokiny (chemokiny CX3C) – białka z grupy chemokin. Są kodowane na 16. chromosomie, mają trzy niekonserwatywne aminokwasy pomiędzy dwiema pierwszymi resztami cysteinowymi i nazywane są chemokinami CX3C lub CXXXC.
Białka te są transmembranowymi glikoproteinami z domeną chemokinową znajdującą się na szczycie wydłużonego łańcucha mucinopodobnego. W wyniku wewnątrzcytoplazmatycznej obróbki część chemokinowa jest odłączona i uwalniana w postaci rozpuszczalnej.